# Rungwecebus kipunji
Rungwecebus kipunji (Кіпунджі) — монотиповий вид приматів з родини мавпові (Cercopithecidae).

## Опис
Ймовірно, досягають довжини тіла 85 до 90 сантиметрів і приблизно такої ж довжини хвіст. Вага становить від 10 до 16 кг. Хутро порівняно довге і, як правило, сіро-коричневого або червонувато-коричневого кольору. Передпліччя темні, руки і ступні чорні, а живіт і задня половина хвоста брудно-білі. Чорне обличчя обрамлене довгим, зачесаним назад волоссям і довгою шевелюрою на маківці. Статевий диморфізм не очевидний при спостереженні кольору хутра дорослих. 

## Поширення
Ендемік Танзанії. відомий тільки з двох популяцій, розділених бл. 350 км безлісої ділянки (2008). Проживає в деградованих гірських лісах від 1,750-2,450 м. Рідко зустрічається далеко потоків. Гірські хребти та відкриті майданчики як правило, уникає. 

## Стиль життя
Життя цих тварин, мало відоме. Вони деревні й живуть в групах по 30-36 тварин. Вид всеїдний, їсть різноманітну їжу, в тому числі молоде й зріле листя, пагони, квіти, кору, стиглі і нестиглі фрукти, лишайники, мохи, безхребетних і сільськогосподарські культури (наприклад, кукурудзу, квасолю, і солодку картоплю). Відомі хижаки: Homo sapiens, Stephanoaetus coronatus, Panthera pardus.

## Загрози та охорона
Загрози значні. Ліс сильно деградує. Незаконне полювання і некерований видобуток ресурсів є загальнопоширеними. Зустрічається повністю в межах охоронних територій: 48,4% в англ. Kitulo National Park, 44.9% у англ. Mt Rungwe Catchment Forest Reserve і 6.7% у англ. Kilombero Nature Reserve.